# Alabamas
Pour les articles homonymes, voir Alabama (homonymie).
Les Alabama, Alibamons ou Alibamu sont une tribu amérindienne des États-Unis appartenant à la confédération des Creeks, originaires de ce qui est devenu l'État d'Alabama auquel ils ont donné leur nom. Après avoir été déplacés au Texas au XVIIIe et début du XIXe siècle sous la pression des colons européens-américains, ils se sont unis aux Coushatta (Koasati) pour devenir l'actuelle tribu Alabama-Coushatta, tout en conservant une langue propre, la langue alabama.